# Lesperon
Lesperon é uma comuna francesa na região administrativa da Nova Aquitânia, no departamento Landes. Estende-se por uma área de 99,6 km². Em 2010 a comuna tinha 1 064 habitantes (densidade: 10,7 hab./km²).